# NGC 3466
NGC 3466 é uma galáxia espiral barrada (SBab) localizada na direcção da constelação de Leo. Possui uma declinação de +09° 45' 15" e uma ascensão recta de 10 horas, 56 minutos e 15,4 segundos.
A galáxia NGC 3466 foi descoberta em 18 de Janeiro de 1828 por John Herschel.